# Wohn- und Wirtschaftsgebäude Bremer Straße 6
Das Wohn- und Wirtschaftsgebäude Bremer Straße 6, auch Alte Rentei genannt, in Bassum, direkt beim Stift Bassum, stammt aus dem 19. Jahrhundert. Es wird seit 1996 als Kindergarten genutzt.
Das Gebäude ist ein Baudenkmal in Bassum.

## Geschichte
Das giebelständige Zweiständer-Hallenhaus in Fachwerk mit Putzausfachungen,  Krüppelwalmdach, Schleppgauben und Inschrift über der Grooten Door mit Korbbogen wurde 1815 für den Rentmeister F. W. Poggenburg gebaut, nachdem 1810 die Rentei des Stifts abgebrannt war. Die Grundmauern sind aus dem frühen 18. Jahrhundert.
Bis nach dem Zweiten Weltkrieg wohnten hier die Rentmeister als Verwalter des Stifts. 1996 wurde das Haus zu einem ev.-luth. Kindergarten als Kita Rentei umgebaut und ein Spielplatz geschaffen.